# 13e sessie van de Commissie voor het Werelderfgoed

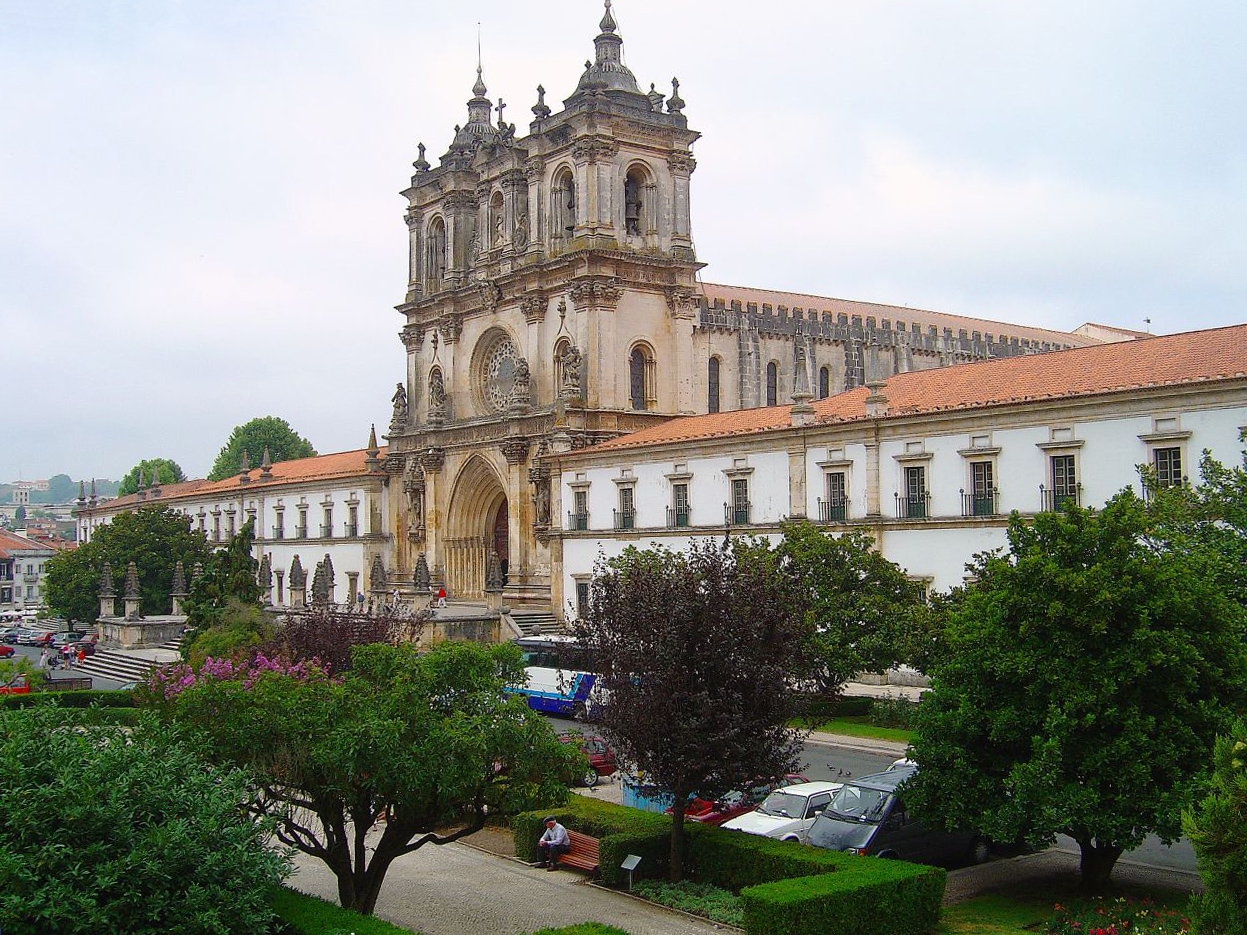
Klooster van Alcobaça in Portugal

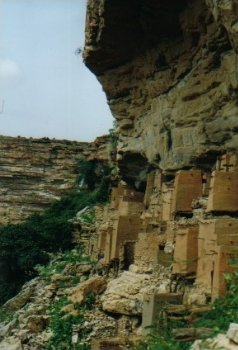
Klif van Bandiagara in Mali

De 13e sessie van de Commissie voor het Werelderfgoed van UNESCO vond van 11 december tot 15 december 1989 plaats in Parijs in Frankrijk. Er werden 7 nieuwe omschrijvingen aan de werelderfgoedlijst toegevoegd. Hiervan waren 4 dossiers met betrekking tot cultureel erfgoed, 1 met betrekking tot gemengd erfgoed en 2 met betrekking tot natuursites. Het totale aantal inschrijvingen komt hiermee op 321 (234 cultureel erfgoed, 15 gemengde omschrijvingen en 72 natuurlijk erfgoed). Op de lijst van bedreigd werelderfgoed of rode lijst werd een locatie toegevoegd maar kon ook een locatie terug verwijderd worden.

## Wijzigingen in 1989
In 1989 zijn de volgende locaties toegevoegd:

### Cultureel erfgoed
- Griekenland: Archeologisch Mystras
- Griekenland: Archeologisch Olympia
- India: Boeddhistische monumenten bij Sanchi
- Portugal: Klooster van Alcobaça

### Gemengd erfgoed
- Mali: Klif van Bandiagara (Land van de Dogon)

### Natuurerfgoed
- Mauritanië: Nationaal park Banc d'Arguin
- Zambia / Zimbabwe: Mosi-oa-Tunya / Victoriawatervallen

### Uitbreidingen
In 1989 werd een locatie uitgebreid:
- Australië: Tasmaanse wildernis (erkend in 1982 als gemengd erfgoed)

### Verwijderd van de rode lijst
In 1989 werd een locatie verwijderd van de rode lijst.
- Beschermd gebied van de Ngorongoro in Tanzania (was sinds 1984 op de rode lijst)

### Toegevoegd aan de rode lijst
In 1989 werd een locatie toegevoegd aan de lijst van bedreigd werelderfgoed of rode lijst.
- Wieliczka-zoutmijn in Polen (tot 1998 op de rode lijst)

1977 · 
1978 · 
1979 · 
1980 · 
1981 · 
1982 · 
1983 · 
1984 · 
1985 · 
1986 · 
1987 · 
1988 · 
1989 · 
1990 · 
1991 · 
1992 · 
1993 · 
1994 · 
1995 · 
1996 · 
1997 · 
1998 · 
1999 · 
2000 · 
2001 · 
2002 · 
2003 · 
2004 · 
2005 · 
2006 · 
2007 · 
2008 · 
2009 · 
2010 · 
2011 · 
2012 · 
2013 · 
2014 · 
2015 · 
2016 · 
2017 · 
2018 · 
2019 · 
2020-2021 ·
2022-2023 ·
2024 ·
2025